# Кучук-Чатирлик
Кучу́к-Чатирли́к (крим. Küçük Çatırlıq, до 2025 року — Воронцівка) — річка в північному Криму, довжиною близько 42 км, протікає по території Курманського і Перекопського районів АРК.

## Історія
Витік Кучук-Чатирлик знаходиться на північній околиці сучасного села Матвіївка, на висоті 17 м над рівнем моря. Впадає річка зліва в Чатирлик, недалеко від гирла. У повоєнний час, після будівництва дамби в гирлі Чатирлик і створення штучного лиману (гирло), вважається, що Кучук-Чатирлик — окрема річка і впадає в Каркінітську затоку Чорного моря.
Початкова назва річки в доступних документах не зустрічається: на карті 1817 року, складеною Мухіним, безіменна притока Чатирлик і починається в районі селища Первомайське, як і на картах 1842 і триверстовій карті 1865 року (тут спільне гирло підписано, як Біюк-Четирлик, так що, можливо, нинішня річка могла називатися Кучук-Четирлик). У «Списку населених місць Таврійської губернії за відомостями 1864 року» село Джелішай, що стояло на нинішній річці, записано, як розташоване при балці безіменній.
Російська назва річці дана за прізвищем графа Воронцова, який володів в XIX столітті землями, по яких тече річка — прізвище також збереглася у назві лежачого біля річки села Воронцівка.
17 січня 2025 року постановою Кабінету Міністрів України річку перейменовано на Кучук-Чатирлик.